# Leishmaniosi
La leishmaniosi és una protozoosi provocada pel paràsit leishmània. Normalment, aquest paràsit envaeix els diferents òrgans de l'animal, provocant lesions de diversa consideració, podent, fins i tot, causar-ne la mort.
Aquesta malaltia la solen patir els gossos i, menys sovint, altres mamífers. En éssers humans es transmet per picades de flebòtom.

## Formes de contagi

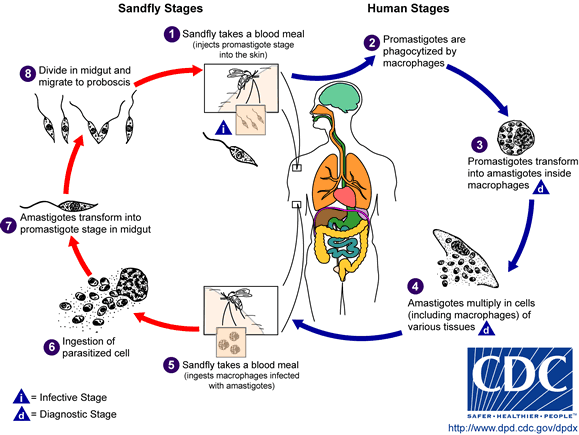
Cicle de vida de la malaltia

La leishmaniosi no es transmet de forma directa entre els mamífers. Un mamífer malalt d'aquesta malaltia, ha seguit el següent procediment:
1. El flebòtom pica un animal contagiat amb leishmània.
2. Ha de passar, aproximadament, una setmana perquè aquest flebòtom sigui infectant.
3. El mateix flebòtom, ja infectant, pica a un altre animal i la transmet.

En el cas de la relació entre gossos i humans, es considera que una persona amb un gos amb leishmaniosi no ha d'adoptar cap mesura especial per evitar el contagi, només s'ha de preocupar de tractar el seu animal. El risc de contagi ve donat pel risc de viure en una zona geogràfica on existeixi la malaltia, tant si es tenen animals domèstics com si no se'n tenen.
A l'estat espanyol, es consideren com a zones de risc Euskadi, Cantàbria, Astúries i Galícia.

## Símptomes en gossos
- Problemes renals
- Lesions a la pell
- Lesions a les articulacions
- Lesions oculars i al voltant dels ulls

Aquesta malaltia, no té cura en gossos, tot i que un correcte control veterinari, de forma regular i amb tractament pot donar una bona qualitat de vida al gos.

## Prevenció
L'única manera de prevenir la malaltia és evitant el contacte de l'animal amb el flebòtom. Aquest insecte té el moment de màxima activitat al capvespre.